# والتر جي. مكغاهان
والتر جي. مكغاهان (بالإنجليزية: Walter G. McGahan)‏ هو سياسي أمريكي، ولد في 21 أغسطس 1902، وتوفي في 17 يناير 1981. حزبياً، نشط في الحزب الجمهوري. وقد انتخب عضو مجلس ولاية نيويورك.